# Jorge Valencia Angulo
Jorge Daniel Valencia (n. Esmeraldas, Ecuador; 13 de marzo de 1996) es un futbolista ecuatoriano. Juega de extremo derecho y su equipo actual es Manta Fútbol Club de la Serie A de Ecuador.

## Trayectoria
Empezó su carrera futbolística en el equipo guayaquileño de Everest en el año 2014, estuvo en algunas divisiones formativas, también en las juveniles fue parte del Club Fundación Amiga, en la sub-14, la sub-16, la sub-18 hasta 2014. En 2016 tuvo un paso por el Club Águilas de Santo Domingo de la Segunda Categoría, para disputar con el equipo principal el torneo provincial y posteriormente los zonales.
En 2017 es contratado por Santa Rita de Vinces para competir en la Serie B de ese año, donde poco a poco fue ganando un lugar en el equipo titular, en dicha campaña marcó 4 goles en total, fue ratificado para la siguiente temporada, en la cual tuvo una mejor producción y llegó a marcar 10 goles en 31 partidos.
Su buena actuación con el equipo de Vinces lo llevaron a ser fichado por el América de Quito, que había conseguido el ascenso la temporada anterior. Así bajo el mando de Francisco Javier Correa tuvo su debut en el primer equipo en la máxima categoría del fútbol ecuatoriano el 12 de febrero de 2019, en el partido de la fecha 1 de la LigaPro Banco Pichincha ante el Mushuc Runa, entró al cambió aquel partido por Nicolás Dávila a los 85 minutos, al final fue derrota de América 0–1. Marcó su primer gol en la Serie A el 6 de abril en la fecha 8, convirtió el primer gol con el que América empató con Barcelona Sporting Club como local por 2–2, también dos goles más en el campeonato.
Como parte de la temporada 2019 jugó también algunos compromisos de la Copa Ecuador y marcó en dos ocasiones, las dos frente a Liga de Portoviejo en el estadio Estadio Reales Tamarindos y en el Guillermo Albornoz. En 2020 llega a Orense Sporting Club de Machala, que debutaba en la máxima categoría.
En 2022 firma contrato con el Club Deportivo Macará por tres años.

## Estadísticas

### Clubes
Actualizado al último partido disputado el 17 de agosto de 2025.
| Club                           | Div.          | Temporada     | Liga  | Liga  | Copas nacionales | Copas nacionales | Copas internacionales | Copas internacionales | Total | Total |
| Club                           | Div.          | Temporada     | Part. | Goles | Part.            | Goles            | Part.                 | Goles                 | Part. | Goles |
| ------------------------------ | ------------- | ------------- | ----- | ----- | ---------------- | ---------------- | --------------------- | --------------------- | ----- | ----- |
| Everest · Ecuador              | 3.ª           | 2014          | 12    | 14    | Inexistentes     | Inexistentes     | Inexistentes          | Inexistentes          | 12    | 14    |
| Everest · Ecuador              | 3.ª           | 2015          | 6     | 6     | Inexistentes     | Inexistentes     | Inexistentes          | Inexistentes          | 6     | 6     |
| Everest · Ecuador              | Total club    | Total club    | 18    | 20    | 0                | 0                | 0                     | 0                     | 18    | 20    |
| Águilas · Ecuador              | 3.ª           | 2016          | 5     | 2     | Inexistentes     | Inexistentes     | Inexistentes          | Inexistentes          | 5     | 2     |
| Águilas · Ecuador              | Total club    | Total club    | 5     | 2     | 0                | 0                | 0                     | 0                     | 5     | 2     |
| Santa Rita · Ecuador           | 2.ª           | 2017          | 31    | 4     | Inexistentes     | Inexistentes     | Inexistentes          | Inexistentes          | 31    | 4     |
| Santa Rita · Ecuador           | 2.ª           | 2018          | 31    | 10    | Inexistentes     | Inexistentes     | Inexistentes          | Inexistentes          | 31    | 10    |
| Santa Rita · Ecuador           | Total club    | Total club    | 62    | 14    | 0                | 0                | 0                     | 0                     | 62    | 14    |
| América de Quito · Ecuador     | 1.ª           | 2019          | 20    | 3     | 4                | 2                | Inexistentes          | Inexistentes          | 24    | 5     |
| América de Quito · Ecuador     | 2.ª           | 2020          | 6     | 2     | —                | —                | Inexistentes          | Inexistentes          | 6     | 2     |
| América de Quito · Ecuador     | Total club    | Total club    | 26    | 5     | 4                | 2                | 0                     | 0                     | 30    | 7     |
| Orense S. C. · Ecuador         | 1.ª           | 2020          | 5     | 0     | —                | —                | Inexistentes          | Inexistentes          | 5     | 0     |
| Orense S. C. · Ecuador         | Total club    | Total club    | 5     | 0     | 0                | 0                | 0                     | 0                     | 5     | 0     |
| Universidad Católica · Ecuador | 1.ª           | 2021          | 27    | 6     | —                | —                | 2                     | 0                     | 29    | 6     |
| Universidad Católica · Ecuador | Total club    | Total club    | 27    | 6     | 0                | 0                | 2                     | 0                     | 29    | 6     |
| C. D. Macará · Ecuador         | 1.ª           | 2022          | 20    | 2     | 1                | 0                | Inexistentes          | Inexistentes          | 21    | 2     |
| C. D. Macará · Ecuador         | 2.ª           | 2023          | 28    | 8     | 0                | 0                | —                     | —                     | 28    | 8     |
| C. D. Macará · Ecuador         | Total club    | Total club    | 48    | 10    | 1                | 0                | 0                     | 0                     | 49    | 10    |
| Manta F. C. · Ecuador          | 2.ª           | 2024          | 35    | 17    | 1                | 0                | —                     | —                     | 36    | 17    |
| Manta F. C. · Ecuador          | 1.ª           | 2025          | 24    | 14    | 0                | 0                | —                     | —                     | 24    | 14    |
| Manta F. C. · Ecuador          | Total club    | Total club    | 59    | 31    | 1                | 0                | 0                     | 0                     | 60    | 31    |
| Total carrera                  | Total carrera | Total carrera | 250   | 88    | 6                | 2                | 2                     | 0                     | 258   | 90    |
| 1. 2.                          |               |               |       |       |                  |                  |                       |                       |       |       |

## Palmarés

### Campeonatos nacionales
| Título             | Club   | País    | Año  |
| ------------------ | ------ | ------- | ---- |
| Serie B de Ecuador | Macará | Ecuador | 2023 |